# Laureles-Estadio (Medellín)
La Comuna n.º 11 Laureles - Estadio es una de las 16 comunas de la ciudad colombiana de Medellín, capital del Departamento de Antioquia. Se encuentra ubicada en la zona centro-occidental. Limita por el norte con la Comuna n.º 7 Robledo, límite establecido por la quebrada La Iguaná. Por el oriente con la Comuna n.º 10 La Candelaria, límite determinado por el Río Medellín. Por el sur con la Comuna n.º 16 Belén, a partir de las calles 32 D y 33 y por el occidente con la Comuna n.º 12 La América. Esta comuna se desarrolló de manera planeada, generando nuevos conceptos urbanos muy innovadores para su época, llegándose a conformar como un importante patrimonio urbano de la ciudad, el cual es necesario valorar y proteger. La comuna alberga, en su mayoría, población de estratos acomodados de la ciudad.PlPLAN DE DESARROLLO LOCAL DE LA COMUNA 11 Laureles - Estadio 2007</ref>

## Historia

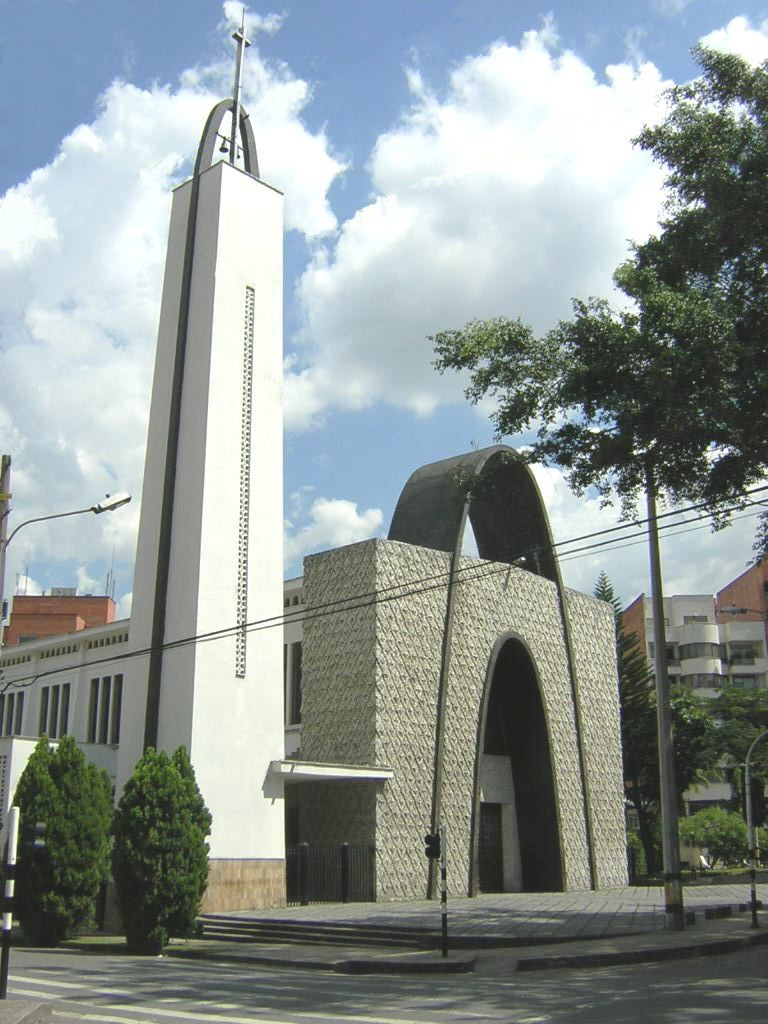
Iglesia de Santa Teresita, Barrio Laureles, Comuna n.º 11 Laureles - Estadio.

En los años 1930, la compensación por la separación de Panamá aportó capitales frescos a los procesos de industrialización, especialmente textil y manufacturero. Estos fenómenos fueron propiciando profundas transformaciones que tienen una incidencia directa en el proceso de conformación y urbanización de las ciudades, especialmente de Medellín y por ende de la comuna en cuestión.
El espacio identificado hoy como Comuna n.º 11, a fines del siglo pasado y a principios de éste estaba conformado por fincas distribuidas en una amplia pradera denominada Otrabanda, en la primera mitad de este siglo empezó a transformarse con la construcción de poblados de características más urbanas.
El antiguo puente de Colombia, construido a finales del siglo XIX y el puente de San Juan, a principios del siglo XX, determinaron los ejes viales que tuvieron alta significación en la estructura urbana de esta comuna y de la zona centro-occidental en general.
La Cooperativa de Empleados, que después toma el nombre de Cooperativa de Habitaciones, compró parte de estos terrenos insalubres y fangosos, para adelantar un programa de vivienda para empleados, el cual posteriormente adquirió el nombre de Laureles, debido a los árboles de este tipo que existían en el sector. La Cooperativa empezó los trabajos de trazados de calles, andenes, alcantarillado y acueducto.
En 1936 un grupo encabezado por Manuel José Sierra, Félix Henao Botero y otras personas destacadas de la ciudad se reunió para conformar un centro educativo que atendiera todos los niveles educativos y como consecuencia se adquirieron los terrenos de la finca La Palestina para dicho proyecto, el cual se consolidó como la actual Universidad Pontificia Bolivariana, perteneciente a la Arquidiócesis de Medellín. 
En 1952 se compraron los terrenos para la Unidad Deportiva Atanasio Girardot. Ambos constituyeron hechos urbanos de gran incidencia en el desarrollo de la comuna y de la Ciudad.
El trazado inicial de las amplias avenidas y calles del barrio Laureles fue realizado por el arquitecto Pedro Nel Gómez, él realizó el diseño del barrio, delineando circulares en torno a la Universidad Pontificia Bolivariana, y a los parques, conformándose así una retícula radial, diferente a las del resto de la ciudad.
Desde principios de su conformación el sector de la actual comuna 11, contó con centros culturales y recreativos de importancia, tales como los teatros América y Santander y la Plaza de Toros La Macarena. Ya en la década del 30 se asentaban en el sector importantes empresas tales como Tejicóndor, Proleche, Paños Santafé, Tejidos Leticia, El Sacatín, la Voz de Antioquia, Ecos de La Montaña, Todelar y Emisora Claridad.
Demografía
De acuerdo con las cifras presentadas por el Anuario Estadístico de Medellín de 2005, Laureles-Estadio cuenta con una población de 116,839 habitantes, de los cuales 51,284 son hombres y 65,555 son mujeres. Como puede observarse en el cuadro, la gran mayoría de la población está por debajo de los 39 años (64.9%) del cual el mayor porcentaje lo aporta la población adulta joven (42.1%) con rango de edad de 15 a 39 años. Solo un 7.3% representa a los habitantes mayores de 65 años es decir la población de la tercera edad.
Según las cifras presentadas por la Encuesta Calidad de Vida 2005 el estrato socioeconómico que predomina en Laureles - Estadio es el 5 (medio-alto), el cual comprende el 72.9 % de las viviendas; seguido por el estrato 4 (medio), que corresponde el 25.6 %; estas condiciones socioeconómicas caracterizan la totalidad de los barrios de esta comuna, con excepción del Barrio Naranjal, el cual tiene un significativo número de viviendas en los estratos 3 (medio-bajo) con el 1.4 % y 2 (bajo) con el 0.1 %.
Laureles - Estadio se desarrolla en una extensión de 741.61 hectáreas, con una densidad de 157 habitantes por hectárea.
Etnografía
Según las cifras presentadas por el DANE del censo 2005, la composición etnográfica de  la comuna es:
Mestizos & Blancos (95,3%)
Afrocolombianos (4,6%)
Indígenas (0,1%)

## Geografía
La comuna tiene un área total de 741.61 hectáreas. La topografía de la Comuna 11 presenta pendientes moderadas. La mayoría de su territorio constituía la gran llanura aluvial del Río Medellín, cuyas condiciones de inundación y humedad se modificaron con la rectificación y canalización del río en ese tramo, obra que se efectuó a mediados del siglo XX.
Forman parte del sistema hidrográfico de esta comuna, las quebradas La Hueso, Ana Díaz, La Magdalena, La Picacha, La Matea y La Iguaná, en su margen izquierda costado sur, el Río Medellín. La totalidad de estas quebradas están canalizadas o cubiertas con excepción de la Iguaná y en los tramos correspondientes a esta comuna se encuentra influenciados por el manejo que se les da aguas arriba, acciones antrópicas que han generado una serie de problemas en el sector.

## División
Está conformada por 15 barrios y 3 áreas institucionales, los cuales son:

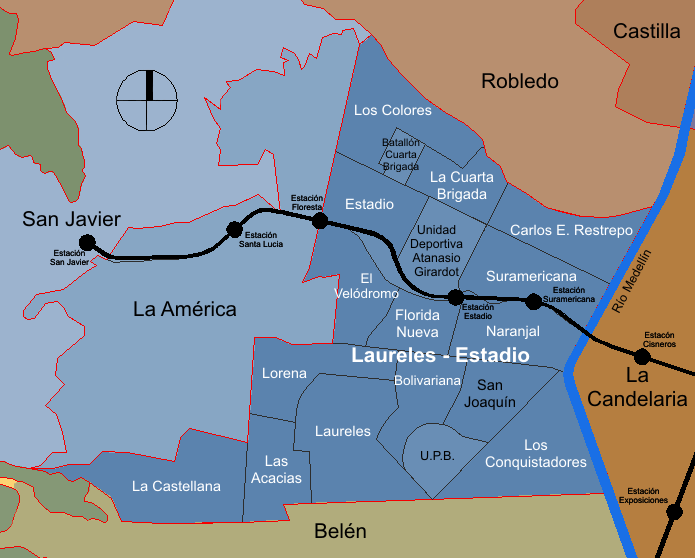
Laureles - Estadio, división barrial.

| - La Castellana - Las Acacias (Laureles Nogal) - Laureles - Conquistadores - San Joaquín - Bolivariana - Lorena - El Velódromo - Florida Nueva | - Naranjal - Suramericana - Estadio - Los Colores - La Cuarta Brigada - Carlos E. Restrepo - U.P.B (área institucional) - Unidad Deportiva Atanasio Girardot (área institucional) - Batallón Cuarta Brigada (área institucional) |

## Economía y usos del suelo
Anteriormente el uso que predominó en esta comuna fue el de vivienda unifamiliar, él cual se ha venido modificando por el de vivienda multifamiliar; y los principales corredores viales, las Avenidas Nutibara, Jardín, calle 33, carrera 76 y carrera 70 también están cambiando, actualmente son importantes ejes de comercio y servicios. La comuna en su perímetro cuenta con importantes centros comerciales y almacenes de cadena, entre los que se destacan los almacenes Éxito, Jumbo, Carulla, Euro y Makro y los centros comerciales Unicentro, Viva Laureles y Obelisco.

## Infraestructura vial y transporte

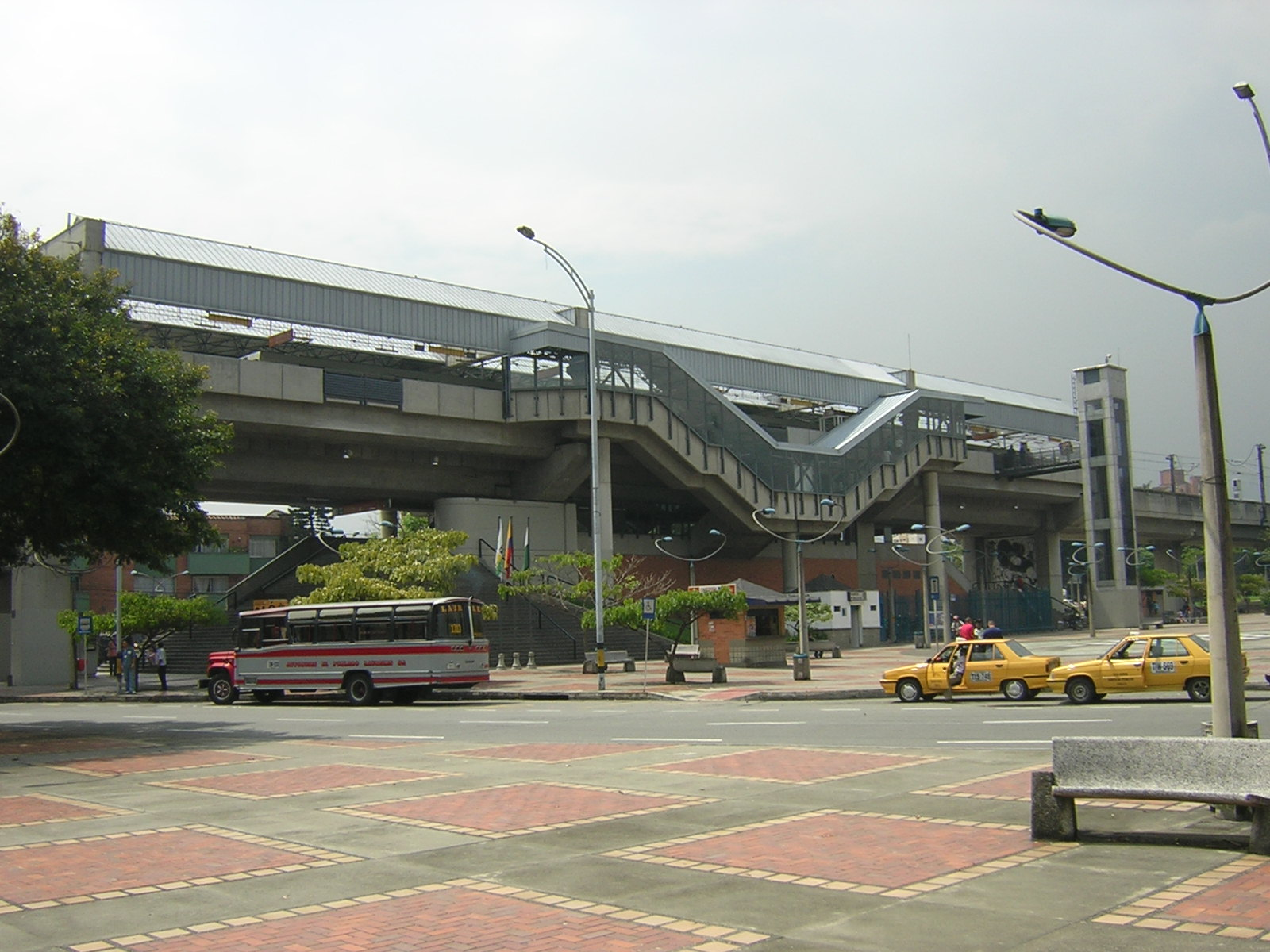
Estación Estadio, Metro de Medellín.

Desde el punto de vista vial esta comuna tiene un buen sistema vial y buena conectividad intrazonal.
Como principales arterias viales, cuenta con la Calle 50 - Colombia, la Calle 44 - San Juan y la Avenida 33 (que comparte con la comuna 16), las cuales se distribuyen de oriente a occidente o viceversa, otras vías igualmente importantes son la Avenida Nutibara (transversal), la Avenida Bolivariana (diagonal), la avenida Jardín, la carrera 65, la carrera 70 y la Avenida 80 (la cual comparte con la comuna 12), estas tres últimas se extienden de sur a norte o viceversa.
Como medios de transporte la comuna cuenta con una gran variada de rutas de buses que la conectan con el resto de la ciudad, en especial con el centro. También cuenta con la Línea B del Metro de Medellín, el cual recorre parte de esta comuna, dejando a su paso las Estaciones Floresta (la cual comparte con la comuna 12) Suramericana y Estadio, lo cual brinda acceso al resto del Área Metropolitana.

## Sitios de interés
- Centro Cultural Facultad de Artes Universidad de Antioquia
- Centro de Espectáculos La Macarena
- Biblioteca Pública PilotoUnidad Universidad Pontificia Bolivariana

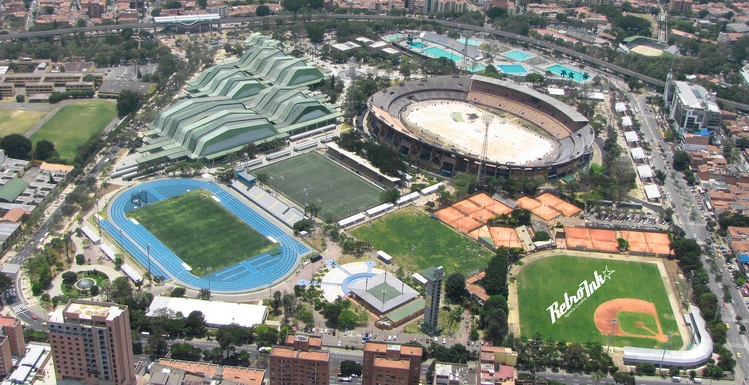
Unidad

- Unidad Deportiva Atanasio Girardot 
  - Estadio Atanasio Girardot
  - Coliseo Cubierto Iván de Bedout.
  - Diamante de Béisbol Luís Alberto Villegas.
  - Velódromo Martín Emilio Cochise Rodríguez.
  - Estadio de Atletismo Alfonso Galvis Duque.
  - Centro Comercial y Empresarial Obelisco.
- El Teatrico
- Periódico El Mundo
- Hotel Mediterráneo
- La zona gastronómica del Primer y Segundo Parque de Laureles
- Colegio Corazonista
- Colegio San Ignacio de Loyola
- Institución Educativa Marco Fidel Suárez
- Universidad Católica Luis Amigó
- Institución Universitaria Salazar y Herrera
- Politécnico Gran Colombiano (sede Medellín)